# Préizerdaul
Préizerdaul − miejscowość i gmina (gemeng / commune / Gemeinde) w zachodnim Luksemburgu, w kantonie Redange. Do 3 października 2015 gmina leżała w dystrykcie Diekirch. Siedziba administracyjna gminy znajduje się w miejscowości Bettborn. Liczy 1827 mieszkańców (1 stycznia 2023).  

## Podział administracyjny
Do gminy należy sześć miejscowości, w tym cztery (Uertschaft) oraz dwie lieu-dit:
1. Bettborn (Biebereg)
2. Horas, lieu-dit
3. Platen
4. Pratz (Proz)
5. Reimberg (Rëmmereg)
6. Routbaach, lieu-dit